# Ignas Dedura
Ignas Dedura (* 6. Januar 1978 in Kaunas) ist ein litauischer Fußballspieler.

## Karriere
Ignas Dedura begann seine Profikarriere im Jahr 1996 bei FBK Kaunas in Litauen. In der Saison 1999 benannte sich der Verein kurzfristig in FK Zalgiris Kaunas um und gewann am Ende des Jahres zum ersten Mal die litauische Meisterschaft. Nachdem sich der Verein wieder zurückbenannt hatte, blieb Ignas Dedura noch eine Saison in Litauen und holte die zweite Meisterschaft für den FBK Kaunas. Er wechselte im Jahr 2001 erstmals ins Ausland und unterschrieb bei Torpedo Moskau. Bei Torpedo absolvierte er allerdings nur zehn Partien und wechselte noch während der Saison zu Skonto Riga nach Lettland. In Riga hatte Dedura seine erfolgreichste Zeit. In den Jahren 2001 bis 2004 gewann er die lettische Meisterschaft vier Mal in Serie und holte in den Jahren 2001 und 2002 mit dem Pokal sogar das nationale Double. Ende 2004 wechselte er wieder nach Russland. Er unterzeichnete bei Spartak Moskau, wo er in fünf Jahren lediglich zu 42 Einsätzen in Ligaspielen kam. Er kam auch öfters in der zweiten Mannschaft von Spartak zum Einsatz, wo er insgesamt 52 Spiele absolvierte und vier Tore erzielte.
Dedura ist seit 1997 litauischer Nationalspieler. Bisher absolvierte er 45 Länderspiele und erzielte ein Tor. 

## Erfolge/Titel
- Litauischer Meister: 1999, 2000
- Lettischer Meister: 2001, 2002, 2003, 2004
- Lettischer Cup-Sieger: 2001, 2002
- Russischer Vizemeister: 2005